# Baskala
Baskala (arab. بسقلا) – miejscowość w Syrii, w muhafazie Idlib. W 2004 roku liczyła 2673 mieszkańców.